# Bestovje
Bestovje je naseljeno mjesto u Republici Hrvatskoj u Zagrebačkoj županiji.

## Zemljopis
Administrativno je u sastavu grada Svete Nedelje. Naselje se proteže na površini od 1,69 km². 

## Povijest
Premda se Bestovje kao samostalno naselje spominje tek 1910. godine, mnogi izvori ukazuju na činjenicu da je kroz povijest područje današnjeg Bestovja bilo naseljeno pa se tako kao najstariji dokaz postojanja Bestovja navodi zapis vjenčanja Andrije Jurinca iz Bestovja i Barbare Deščak iz 1687. godine u matičnoj knjizi Župe Sveta Nedjelja.

## Stanovništvo
Prema popisu stanovništva iz 2011. godine u Bestovju stanuje 2420 stanovnika i 686 kućanstava prema popisu iz 2001. Gustoća naseljenosti iznosi 1421,30 st./km².
| broj stanovnika |       |       |       |       |       | 130   | 133   | 182   | 267   | 306   | 447   | 985   | 1695  | 1900  | 2261  | 2402  | 2236  |
|                 | 1857. | 1869. | 1880. | 1890. | 1900. | 1910. | 1921. | 1931. | 1948. | 1953. | 1961. | 1971. | 1981. | 1991. | 2001. | 2011. | 2021. |

## Sport i rekreacija
U Bestovju djeluje Nogometni klub "Bestovje" osnovan 1974. godine.
Na području Bestovja nalaze nogometni teren u vlasništvu NK Bestovje, rukometno i košarkaško igralište s betonskom podlogom te nekoliko dječjih parkova. 